# Charles Ier à la chasse
Charles Ier à la chasse, également connu sous le nom Le Roi à la chasse, est un tableau du peintre Antoine van Dyck réalisé vers 1635. Il s'agit d'un portrait du Roi Charles Ier d'Angleterre, représenté en tenue civile et se tenant au côté d'un cheval, comme s'il se reposait d'une partie de chasse, dans une posture dont « l'attitude générale est un subtil compromis entre la nonchalance du gentilhomme et la fermeté royale ». 

## Description
Dans ce tableau, réalisé pendant la période où van Dyck était en Angleterre, le Roi Charles Ier est vêtu comme un aristocrate avec un chapeau de cavaliers à large-bords, des boucles d'oreilles tombantes, un pourpoint de satin chatoyant argenté, des hauts-de-chausses rouges et des bottes en cuir. Il est ceint d'une épée, avec une main posée nonchalamment sur un bâton de marche et l'autre posé sur sa hanche, tenant ses gants, dans une attitude qui est le signe de sa souveraineté et de son assurance. Le tableau montre également un jeune page en arrière-plan ainsi que, tenant le cheval, Endymion Porter, le courtisan préféré du roi qui était aussi son agent chargé de lui acheter des œuvres d'art. Le cheval est quant à lui représenté la tête baissée, en signe de soumission au roi.  Il faut souligner que van Dyck avait fait réaliser une partie de cette toile par des artistes de son atelier, ce qui explique peut-être qu'il n'ait  pas remarqué une petite erreur commise par l'un de ses assistants, à savoir que les deux gants sont ceux d'une main droite.
Cette toile illustre pleinement le style naturaliste de Van Dyck : « Charles est représentée dans une attitude totalement naturelle de sa souveraineté instinctive, dans un cadre délibérément informel où il se promène avec tant de négligence qu'à première vue il ressemble à n'importe quel gentilhomme qu'au Roi d'Angleterre ». Van Dyck a peint Charles Ier dans des couleurs plus claires, à gauche de la toile, se détachant du sol sombre alors que les serviteurs et le cheval sont dans l'ombre, sous un arbre à droite. Le chapeau noir du roi permet à son visage d'être bien visible sous le ciel. Il a mis pied à terre, comme s'il examinait son domaine et la mer au loin (il s'agit peut-être du Solent avec l'île de Wight visible au loin), mais avec la tête tournée qui donne un léger sourire arrogant. Sa royauté est proclamée par une inscription en latin sur un rocher dans le coin inférieur droit, qui dit « Carolus.I.REX Magnae Britanniae » (Charles Ier, roi de Grande-Bretagne), ce qui constituait une déclaration politique à l'époque, seulement 32 ans après que son père Jacques ait uni les couronnes d'Écosse et d'Angleterre, et que lui-même roi ait été proclamé roi Grande-Bretagne et 70 ans avant que l'Acte d'Union n'ai officiellement instauré le Royaume de Grande-Bretagne.

## Histoire
Alors qu'il était en Angleterre et dans les trois ans qui suivirent sa nomination comme premier peintre ordinaire de Sa Majesté, van Dyck avait déjà fait deux autres portraits équestre du roi en armure : l'une, Charles Ier à cheval avec Monsieur de Saint Antoine réalisée en 1633 et représentant le roi accompagné de son maître d'équitation, Pierre Antoine Bourdon, Seigneur de St Antoine et l'autre, Portrait équestre de Charles Ier datant de 1637 et le représentant le roi à la manière d'un roi philosophe héroïque, arpentant  son domaine de manière contemplative.
Charles paya van Dyck 100 livres pour cette peinture en 1638, alors que l'artiste en avait initialement demandé le double, mais elle n'est pas mentionnée dans l'inventaire de ses collections. 
La toile se retrouve en France chez Jeanne-Baptiste d'Albert de Luynes, puis dans la collection du Marquis de Lassay. Elle est acquise par Louis Antoine Crozat à la vente de Lassay, il passa ensuite dans la collection de la Comtesse du Barry la vendit au Roi Louis XVI en 1775. Elle est désormais exposée au musée du Louvre à Paris.